# José Ignacio Ceniceros González
José Ignacio Ceniceros González (Villoslada de Cameros, la Rioja, 11 de maig de 1956) és professor i funcionari de l'estat.
Anteriorment, va ocupar el càrrec de president de la comunitat autònoma de la Rioja des de 2015, prenent possessió del seu càrrec en el Parlament de la Rioja el 8 de juliol de 2015 .Fins a aquest moment, va ser president del Parlament de la Rioja des de 1999 a 2015, durant la V, vi, vii i viii Legislatura de la Cambra legislativa regional.
Afiliat a l'Partit Popular, va ser secretari general del partit a La Rioja des de 1988 fins a 1990 i des de 1993 fins a 1999. És l'actual president del Partit Popular de la Rioja, i com tal, també forma part de la Junta Directiva Nacional del Partit Popular.

## Biografia
Família
José Ignacio Ceniceros González va néixer l'11 de maig de 1956 a Villoslada de Cameros,un municipi de la Rioja ubicat a la Serra de Cameros. És fill de Siro Ceniceros Vallejo, alcalde durant vint anys de Villoslada de Cameros, natural de Sant Millán de la Cogolla i mort el 2006 i d'Eusebia González i Pinillos, nascuda a Villoslada de Cameros. Té tres germans, Jesús, Francesc Xavier i Siro, i bona part de la seva família materna resideix a Xile, com a conseqüència de la forta emigració que es va produir a Amèrica des Villoslada de Cameros en el primer terç de l' segle xx.
Està casat amb María Ramos de Marcos Navalles, natural d'Islallana (la Rioja), i és pare d'una filla, Beatriz.
Formació
Després de cursar els primers estudis a la seva localitat natal, Ceniceros González, es va traslladar a Logronyo, on va romandre en l'internat dels Pares Salvatorianos fins que va finalitzar la seva formació escolar. Posteriorment, es va llicenciar en magisteri a l'Escola Universitària de Magisteri de Logronyo, dependent de la Universitat de Saragossa.
Després de realitzar pràctiques com a mestre al Col·legi Rei Pastor de Logronyo, Ceniceros González va aprovar les oposicions per Institucions Penitenciàries i es va incorporar el 1981. Com a funcionari de l'Estat va estar destinat en els centres penitenciaris de Soria, Presó d'Alcalá Meco.